# Causas da Guerra do Paraguai

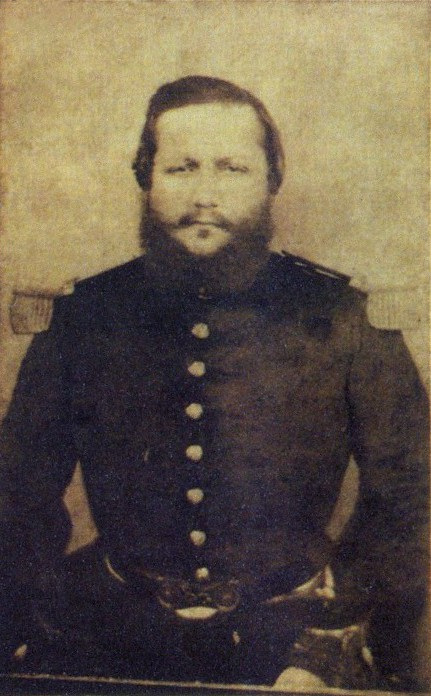
O ditador do Paraguai, Francisco Solano López.

As causas da Guerra do Paraguai encontram-se nas rivalidades entre a Argentina, Brasil, Uruguai e Paraguai, causadas pelos desentendimentos quanto às fronteiras entre os países, a liberdade de navegação dos rios platinos, as disputas pelo poder por parte das facções locais (federalistas e unitaristas na Argentina, e blancos e colorados no Uruguai) e rivalidades históricas de mais de três séculos. O motivo para o começo da guerra foi a intervenção do Brasil na política uruguaia entre agosto de 1864 e fevereiro de 1865. Para atender ao pedido do governador dos blancos de Aguirre, López tentou servir de intermediário entre o Império do Brasil e a República Oriental do Uruguai, mas, como o governo brasileiro não aceitou sua pretensão, deu início às inimizades. Assim começa o maior conflito armado ocorrido na América do Sul, a guerra do Paraguai (1864-1870), que serve como fim das lutas durante quase dois séculos  entre Portugal e Espanha e, depois, entre Brasil e as repúblicas hispano-americanas pela hegemonia na região do rio da Prata.

## Antecedentes do Conflito do Paraguai

### Argentina reunificada
Com fim da Guerra do Prata, em 1852 foi assinado o Acordo de San Nicolás, que modificou completamente o pacto unitarista na Confederação Argentina, descentralizando o país e permitindo às províncias uma grande autonomia. Tal acordo não fora aceito por Buenos Aires, que não aceitaria a possibilidade de perder sua influência e poder sobre as demais províncias, levando-a a se retirar da confederação. De 1854 até 1862, a Argentina esteve dividida em dois Estados rivais que lutavam para subjugar um ao outro. De um lado, os federalistas da Confederação Argentina, liderados por Justo José Urquiza (comandante-em-chefe das forças aliadas em Monte Caseros), do outro, os unitaristas de Buenos Aires sob Bartolomeu Mitre (um dos comandantes argentinos que lutaram ao lado dos aliados na Batalha de Monte Caseros). Os conflitos armados entre ambos se extinguiram com a vitória dos unitaristas sobre os federalistas na Batalha de Pavón em 1861, que resultou na incorporação da Confederação Argentina a Buenos Aires, formando como resultado a República Argentina em 1862, tendo Mitre como seu primeiro presidente.
A posição de Mitre sobre o país recém reunificado era tênue e o presidente recém-eleito governava efetivamente apenas a região da província de Buenos Aires. Para manter firme o país sob o controle do governo central, Buenos Aires dificultava a exportação de produtos provenientes das demais províncias, com o intuito de mantê-las dependentes da capital. Os antigos desejos da recriação do Vice-Reinado do Prata não haviam desaparecido por completo, de maneira que Buenos Aires também criava dificuldades para os produtos paraguaios, visando enfraquecer o país vizinho e forçá-lo a aceitar sua supremacia.  Os federalistas e o governo paraguaio, ambos sufocados pela falta de liberdade de navegação dos rios platinos, buscaram realizar suas exportações, e assim manter suas independências, através dos portos de Montevidéu, capital do Uruguai, então governado pelo Partido Blanco.
Para manter o país unido, e impedir novas revoltas e guerras civis por parte dos federalistas, Mitre apoiou os membros do partido Colorado no Uruguai em suas revoltas contra o governo blanco. Enfraquecendo o governo blanco, possivelmente permitindo aos seus aliados colorados chegarem ao poder, Mitre seria capaz de manter sob seu controle não só as demais províncias argentinas, mas também o Paraguai e Uruguai, tornado uma possibilidade real a recriação do Vice-Reinado. Formara-se, portanto, um quadro de alianças circunstanciais, de um lado unitaristas argentinos e colorados uruguaios, do outro, federalistas argentinos, paraguaios e blancos uruguaios.
Mitre tinha noção da militarização do Paraguai, e temia uma aliança militar entre este país e as demais províncias argentinas (principalmente as sempre problemáticas Corrientes e Entre Rios governadas por Urquiza), que poderia resultar num ataque direto a Buenos Aires e conseqüentemente na derrota dos unitaristas (ainda mais por que o exército argentino remontava a apenas seis mil homens espalhados pelo território). Havia em Buenos Aires, entre a população em geral, um certo desejo de ver ocorrer uma guerra entre o Paraguai e o Brasil. A razão disto era por que o Império sempre impediu a anexação do Paraguai e do Uruguai por parte da Argentina e também por uma rivalidade histórica herdada de suas respectivas pátrias-mães (Portugal e Espanha). Contudo, os resultados seriam imprevisíveis se tal conflito de fato viesse a ocorrer. Se o Paraguai vencesse, as províncias argentinas muito provavelmente se revoltariam e a unificação de toda a região viria a ocorrer, mas não sob os auspícios de Buenos Aires. Se o Brasil vencesse, a possibilidade de anexação dos países vizinhos pela Argentina se tornaria definitivamente impossível. E a guerra civil uruguaia iniciada em 1863 poderia vir a causar este temeroso conflito entre Brasil e Paraguai. Mitre percebeu que ela precisava acabar e logo, e por tal razão acolheu com bons olhos a intervenção brasileira sobre o país vizinho.

## O Paraguai se prepara para a guerra
As relações entre o Brasil e Paraguai, até meados da década de 1850 formalmente aliados, tornaram-se cada vez mais complicadas e tensas. A razão disto era devido à incapacidade de ambos os países de chegarem a um acordo quanto as delimitações da fronteira e à livre navegação dos rios Paraná e Paraguai. A república paraguaia reivindicava os limites fronteiriços no rio Branco, de acordo com o Tratado de Santo Ildefonso (1777) assinado em 1777 por Portugal e Espanha. Entretanto, o Brasil recordou ao Paraguai que o Tratado de Badajoz assinado por Portugal e Espanha, após a Guerra de 1801,  não só anulara o tratado de 1777 como também definira a fronteira na região no rio Apa, mais ao sul do rio Branco. O Paraguai não via com bons olhos a possibilidade de tal fronteira, pois o rio Apa permanecia seco por boa parte do ano, o que facilitaria o avanço de tropas brasileiras no caso de um conflito armado entre ambos os países. A tensão entre os dois países chegara a tal ponto que o ditador paraguaio Carlos Antonio López acabou por expulsar o enviado brasileiro Filipe José Pereira Leal, em 1853 e no ano seguinte, proibiu a navegação de qualquer navio estrangeiro nos rios enquanto não se definisse de uma vez por todas os limites entre o Brasil e Paraguai.
O Império brasileiro se alarmou com a situação, pois a província do Mato Grosso ficou efetivamente isolada do resto do mundo, tanto em relação a contato, quanto também a comércio e transporte (não havia estradas por terra, e da cidade de São Paulo até Cuiabá levava cerca de seis meses de caminhada por terreno selvagem não mapeado e praticamente intransponível). As mesmas medidas que Buenos Aires utilizava contra o Paraguai dificultando-lhe o contato e comércio com o mundo exterior para negociar em situação de vantagem, a república paraguaia decidiu utilizar na relação com o Brasil. Após alguns meses de indecisão, o governo brasileiro enviou uma esquadra formada por vinte navios de guerra, com um total de cento e trinta canhões e dois mil soldados para se chegar a um acordo quanto a navegação dos rios, mas o almirante recebera ordens de não atacar o Paraguai em hipótese alguma.
Nenhuma das duas nações tinha interesse numa guerra, mas após alguns impasses, assinou-se um Tratado de Paz, Amizade, Comércio e Navegação em 1856 que permitia a passagem dos navios brasileiros pelos rios Paraná e Paraguai. Quanto à fronteira, ficou acordado que as negociações ficariam suspensas até 1862. O Mato Grosso ficou mais de dois anos completamente isolado do resto do mundo, e o Brasil percebeu que tal situação não poderia voltar a ocorrer. Carlos Antonio Lopez sabia que a situação dos limites quanto a fronteira provavelmente não seria resolvido de forma pacífica, pois ambos os países se recusavam a ceder um palmo de terra da região entre os dois rios riquíssima em erva-mate, e iniciou os preparativos para um conflito armado com o Império.
O Paraguai não tinha problemas em relação à delimitação de fronteiras somente com o Brasil, mas também com a Argentina e Bolívia quanto a região do Chaco. Os três países fizeram parte do antigo Vice-Reinado do rio da Prata, que foi incapaz de se manter unido e coeso após sua independência da Espanha no início do século XIX. Por isso que as delimitações das fronteiras entre as nações castelhanas eram ainda mais complicadas de se definir, pois não havia tratados de limites anteriores por onde se basearem (diferente do que ocorria em relação ao Brasil e seus vizinhos). Buenos Aires, que ainda não desistira de recriar o antigo Vice-Reinado, buscava criar dificuldades para o Paraguai comercializar com o exterior, impedindo-o de utilizar os portos da cidade e assim submetê-lo a sua tutela. A nação paraguaia, temerosa de ser isolada do resto do mundo e eventualmente incorporada pela Argentina, buscou entrar em contato e realizar alianças com os blancos uruguaios (que governavam o Uruguai e possibilitariam a utilização do porto de Montevidéu para escoar os produtos paraguaios) e com os federalistas argentinos (que ainda sonhavam em se tornar independentes e assim manter em xeque o poder de Buenos Aires).
Em 1862, Carlos Antonio López falecia, e seu filho Francisco Solano López tornara-se o novo ditador do país, dando continuidade à política de seu pai de desenvolver internamente o país através da contratação de técnicos estrangeiros. López havia optado por uma política agressiva e ambiciosa quanto a seus vizinhos e preparou seu país para a uma guerra, logo que assumiu o poder, pois desejava tornar o Paraguai uma potência regional.  O ditador acreditava que após a intervenção brasileira no Uruguai em 1864, o Paraguai seria o próximo alvo (apesar de não haver qualquer indício de um desejo do Brasil de fazê-lo naquele momento) e iniciou o ataque a província do Mato Grosso.

### O Paraguai antes do conflito
O Paraguai pré-1864 era um Estado autoritário, onde o presidente governava despoticamente, sem quaisquer limites para seus poderes. Não havia uma Constituição (e conseqüentemente, garantias fundamentais) e nem um Poder Legislativo (e, portanto, qualquer forma de representatividade). Existia um Congresso, formado por grandes proprietários de terras, que tinha por única finalidade sacramentar as decisões dos ditadores paraguaios e que era convocado de maneira irregular e somente quando estes últimos assim o desejavam.
Após a morte de Francia e o advento de Carlos Antonio López ao poder do país, tentou-se retirar o Paraguai de seu isolamento e estabeleceram-se contatos diplomáticos e econômicos com a comunidade internacional. Técnicos estrangeiros (principalmente britânicos) foram trazidos com o intuito de modernizar o país, armamentos foram comprados e jovens paraguaios enviados para receberem treinamento na empresa britânica Blyth e Co. Criou-se em Ibicuí, no ano de 1854, uma fundição de ferro, que possibilitou a construção de armamentos militares e ferramentas agrícolas. Engenheiros britânicos construíram uma estrada de ferro no Paraguai, inaugurada em 1856 (a única do país até a guerra e não teve utilização estratégica alguma no conflito). Segundo Francisco Doratioto:
"É fantasiosa a imagem construída por certo revisionismo histórico de que o Paraguai pré-1865 promoveu sua industrialização a partir de "dentro", com seus próprios recursos, sem depender dos centros capitalistas, a ponto de supostamente tornar-se ameaça aos interesses da Inglaterra no Prata. Os projetos de infraestrutura guarani foram atendidos por bens de capitais ingleses e a maioria dos especialistas estrangeiros que os implementaram era britânica. As manufaturas oriundas da Inglaterra chegaram a cobrir, antes de 1865, 75% das importações paraguaias."

A economia do Paraguai era agrária em sua quase totalidade, tendo como produto principal à erva-mate, mas também se exportava madeira, fumo, cigarros e laranja. Em troca, importava-se produtos manufaturados, pois inexistiam fábricas no país que pudesse produzi-los. O comércio exterior era de 560 392 libras esterlinas (a moeda britânica da época) A arrecadação de impostos no final de 1864 estava em torno de 314 420 libras esterlinas e era extremamente deficiente, chegando-se a ponto de acrescentarem também o dizimo das Igrejas. Para efeitos de comparação, a arrecadação do Brasil atingia 4 392 226 libras esterlinas, a da Argentina 1 710 324 libras esterlinas e o Uruguai 870 714 libras esterlinas.
As alegações dos autores revisionistas de que não havia analfabetismo no Paraguai graças a um sistema educacional excepcional e também uma igualdade social são improcedentes. O ensino era deficiente e havia poucas escolas, sendo que somente os homens tinham acesso as mesmas, enquanto as mulheres eram proibidas de aprender a ler e escrever. Existiam escravos no Paraguai, mesmo após a decretação da liberdade de todos os nascituros após 1842, tendo o seu número alcançado cerca de vinte e cinco mil em 1865 e muitos foram forçados a lutar na guerra. A primeira tentativa de colonização estrangeira ocorreu com a vinda de quatrocentos e dez franceses e resultou num grande fracasso, tendo o ministro estrangeiro da França acusado o governo paraguaio de transformar os colonos em escravos. A população paraguaia não atingia mais de 1 milhão de habitantes conforme os revisionistas alegam e sim 318 144, ou 400 000, e no máximo, 650 000 pessoas. A população do Brasil neste momento alcançava cerca de 9 100 000 de habitantes, a da Argentina 1 737 076 habitantes e o Uruguai 250 000 habitantes.

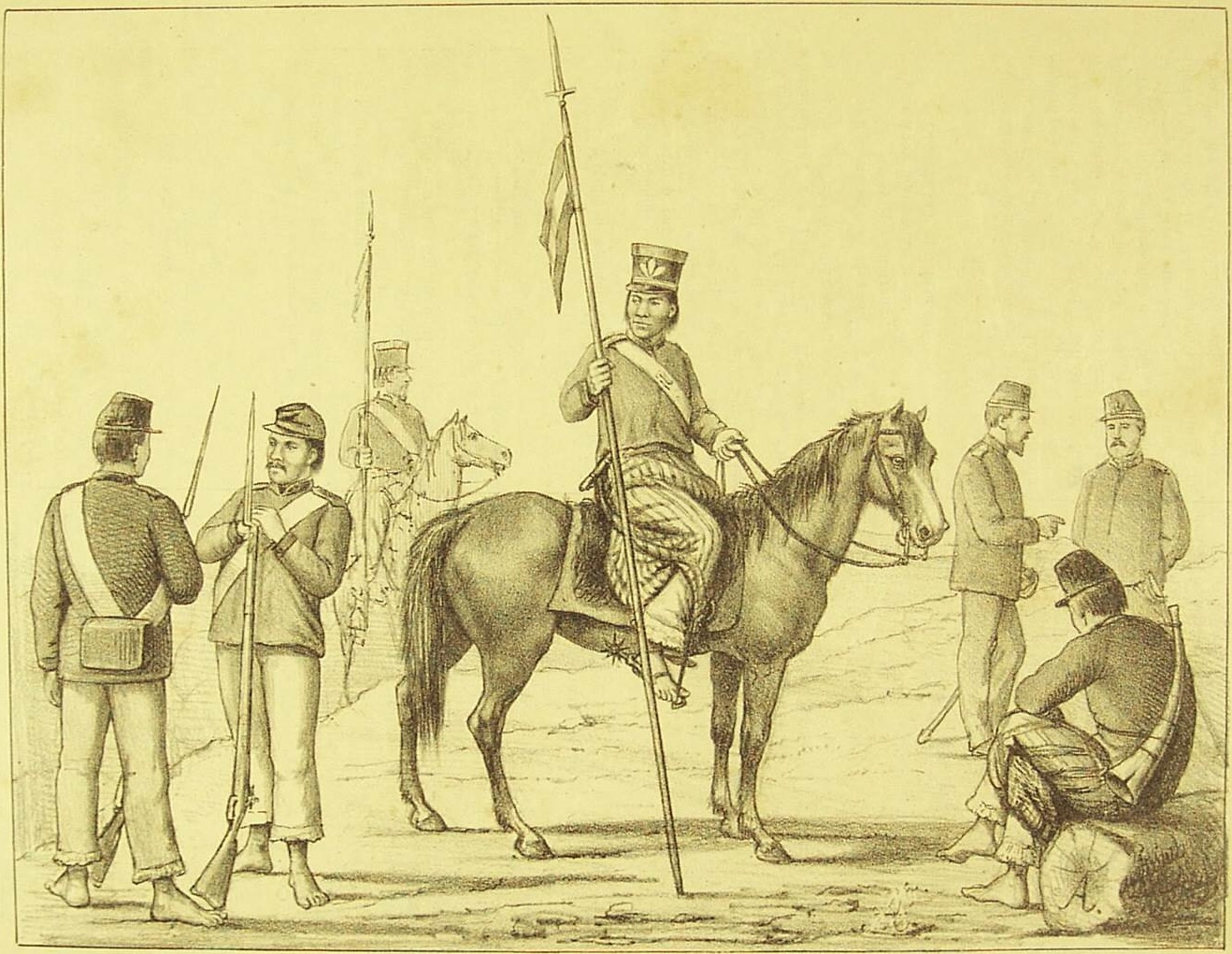
Uniformes da cavalaria e infantaria do exército paraguaio (Angelo Agostini, A Vida Fluminense, 1868).

Ao assumir a posição de seu falecido pai, Solano Lopez possuía um exército de 73 273 homens. O exército de fato detinha cerca de 12 945 homens na ativa, além de 16 484 na reserva, e do total, 43 846 não "tinham instrução militar e se resumiam a fazer exercício de ginástica aos domingos, com armas simuladas". Estes números impressionantes são resultados de uma mobilização total para a guerra planejada pelo país e não de um efetivo em tempos de paz. A organização militar era extremamente deficiente, e a "oficialidade paraguaia restringia-se a cinco coronéis, dois tenentes-coronéis, dez majores, cinquenta e um capitães e vinte e dois primeiros-tenentes" numa força armada de mais de setenta mil homens. A improvisada esquadra naval paraguaia era formada por quinze navios mercantes convertidos em belonaves. De acordo com Ricardo Salles:
"É certo que contava com um exército de setenta a cem mil homens no início do conflito, mas seus soldados estavam mal equipados. A imensa maioria do armamento de infantaria era ainda constituída por espingardas e carabinas de pederneira e canos de alma lisa, de recarga lenta, curto alcance e pouca precisão. O mesmo se aplicava a artilharia, também dotada quase que exclusivamente de peças de alma lisa. Os oficiais eram mal preparados e o sistema de comando não existia; todas as decisões concentravam-se em López. Os serviços de logística eram muito deficientes. O fornecimento de víveres também era precário, assim como o atendimento hospitalar. A escassez de alimentos, armamentos e munições sempre foi um problema."
O Paraguai buscou a solução armada para os conflitos com seus vizinhos num momento em que não tinha capacidade econômica (para sustentar uma guerra de longa duração), nem populacional (para obter novos efetivos), nem militar (equipamento bélico e organização militar obsoletos para um conflito armado moderno) e nem diplomática (seus pretensos aliados, os federalistas argentinos e os blancos uruguaios os deixaram a própria sorte).

## Guerra civil uruguaia

### Uruguai em crise
Após mais de uma década de guerra civil, o Uruguai da década de 1850 parecia estar se recuperando economicamente da devastação ocorrida, graças ao governo de Bernardo Berro, do partido Blanco. O presidente buscava restaurar as finanças criando um imposto sobre a transferência de gado do Uruguai para o Brasil e vice-versa, após revogar o Tratado de Comércio e Navegação de 1851 assinado com o Império. Este ato, em conjunto com os esforço do governo de impedir a utilização de escravos dentro do território uruguaio, feriram os interesses dos estancieiros gaúchos que detinham estâncias nos dois lados da fronteira. Berro tinha por objetivo diminuir a desigualdade entre a concorrência do charque gaúcho com o uruguaio, pois a utilização de mão-de-obra escrava aliada a livre transferência de gado tornavam os custos de produção muito baratos para os brasileiros residentes no Uruguai. Esta concorrência desleal criara fortes rancores por parte dos uruguaios quanto aos brasileiros, que burlavam as leis do país em benefício próprio. As reclamações dos estancieiros uruguaios logo se chegou ao Parlamento do país em abril de 1862, onde os políticos reclamaram o fato dos estancieiros brasileiros já deterem praticamente metade do território do Uruguai.
Os brasileiros eram em torno de 33,3% da população uruguaia, sem contar com os uruguaios descendentes de brasileiros e portugueses (não esquecendo que a região fora colônia portuguesa de 1679 até 1777 e província brasileira de 1817 até 1828). Esta preocupação do governo uruguaio quanto à presença brasileira no país aumentou ainda mais após o início da ocupação dos territórios brasileiros ao longo das fronteiras com o Uruguai, do Paraguai e Argentina, resultando no crescimento das tensões entre os países.
Uma crise econômica resultante da abundância generalizada do charque (que levou o valor do gado a cair drasticamente), permitiu aos uruguaios ligados ao partido Colorado e aos brasileiros radicados no país, insatisfeitos com a política nacionalista de proteção aos interesses do Uruguai do presidente Berro, aliarem-se numa revolta armada contra o governo legal, liderada por Venâncio Flores. Berro não resistiu as pressões e renunciou, e em seu lugar assumiu o presidente do Senado, Atanásio Aguirre (também pertencente ao partido Blanco).

## Conclusão
O historiador Francisco Doratioto concluiu de maneira simples e direta a respeito das causas da Guerra do Paraguai apresentando uma visão geral sobre o tema:
"A Guerra do Paraguai foi fruto das contradições platinas, tendo como razão última a consolidação dos Estados nacionais na região. Essas contradições se cristalizaram em torno da Guerra Civil uruguaia, iniciada com o apoio do governo argentino aos sublevados, na qual o Brasil interveio e o Paraguai também. Contudo, isso não significa que o conflito fosse a única saída para o difícil quadro regional. A guerra era umas das opções possíveis, que acabou por se concretizar, uma vez que interessava a todos os Estados envolvidos. Seus governantes, tendo por bases informações parciais ou falsas do contexto platino e do inimigo em potencial, anteviram um conflito rápido, no qual seus objetivos seriam alcançados com o menor custo possível. Aqui não há ‘bandidos’ ou ‘mocinhos’, como quer o revisionismo infantil, mas sim interesses. A guerra era vista por diferentes ópticas: para Solano López era a oportunidade de colocar seu país como potência regional e ter acesso ao mar pelo porto de Montevidéu, graças a aliança com os blancos uruguaios e os federalistas argentinos, representados por Urquiza; para Bartolomeu Mitre era a forma de consolidar o Estado centralizado argentino, eliminando os apoios externos aos federalistas, proporcionando pelos blancos e por Solano López; para os blancos, o apoio militar paraguaio contra argentinos e brasileiros viabilizaria impedir que seus dois vizinhos continuassem a intervir no Uruguai; para o Império, a guerra contra o Paraguai não era esperada, nem desejada, mas, iniciada, pensou-se que a vitória brasileira seria rápida e poria fim ao litígio fronteiriço entre os dois países e às ameaças à livre navegação, e permitira depor Solano López."

"Dos erros de análise dos homens de Estado envolvidos nesses acontecimentos, o que maior consequência teve foi o de Solano López, pois seu país viu-se arrasado materialmente no final da guerra. E, recorde-se, foi ele o agressor, ao iniciar a guerra contra o Brasil e, em seguida, com a Argentina." 